# Jøkulgavlen
Jøkulgavlen är en bergstopp i Antarktis. Den ligger i Östantarktis. Norge gör anspråk på området. Toppen på Jøkulgavlen är 2 390 meter över havet, eller 103 meter över den omgivande terrängen. Bredden vid basen är 2,2 km.
Terrängen runt Jøkulgavlen är varierad. Trakten är obefolkad. Det finns inga samhällen i närheten. 